# 山野美容艺术短期大学
山野美容艺术短期大学（日语：／ Yamano Biyou Geijutsu Tanki Daigaku *），简称山短或山野短大，是一所位于日本东京都八王子市的私立短期大学。

## 概要

### 简介
- 学校最早可以追溯到1934年[2]。短期大学为于1992年开办[2]、由学校法人山野学苑经营[3]。为男女同校[4]从开办。以美道追究含「发·颜·服装·精神美·健康美」为建学精神[注 4][5]。

### 历史
- 1992年 山野美容艺术短期大学成立并同时设置一个学科即美容艺术学科[注 2][2]。
- 1996年 美容保健学科成立[注 2][2]。
- 1999年 美容福利学科成立[注 2][2]。
- 2004年 两个专攻成立于专科、以下列举[2]。
  - 艺术专攻
  - 社会福利专攻
- 2011年 三个学科合并为美容总合学科。分离为三个专攻、以下列举。
  - 美容设计专攻
  - 美容专攻[注 1]
  - 国际美容传播专攻
- 2012年 现代美容福利专攻成立（但招生到2013年）

### 宪章
- 请参看山野美容艺术短期大学的标志 （日語） 2014年6月29日阅览。

## 学校环境
- 校区：在东京都八王子市

## 历任校长
- 山野爱子：第一代短期大学校长[2]。
- 山野爱子Jane：现在短期大学校长[6]

## 著名人和有关人员
- 大柴亨
- 一番之濑康子

## 组织

### 学科
- 美容总合学科 
  - 美容设计专攻
  - 美容专攻[注 1]:仅限女性
  - 现代美容福利专攻
  - 国际美容传播专攻

### 前学科
| - 美容艺术学科 - 美容保健学科 - 美容福利学科 |

### 专科
| - 艺术专攻 |

### 前专科
| - 社会福利专攻 |

### 业余课程
| - 没有 |

### 附属机关
| - 图书馆 - 教育・研究中心 - 终身学习中心 - 国际交流中心 |

## 知名校友
- Miracle Hikaru：女艺人

## 相关链接
- 日本短期大学列表